# パリ大賞典
パリ大賞典 (パリだいしょうてん、Grand Prix de Paris) はフランス・パリロンシャン競馬場で芝2400メートルで施行する競馬の競走。パリ大賞と表記されることもある。後述の通り、2025年からはCygamesがメインスポンサーとなりCygames パリ大賞典 (サイゲームス パリだいしょうてん、CYGAMES GRAND PRIX DE PARIS)として開催している。

## 概要
フランスに初めて設けられた、当時としては唯一の国際競走で、フランスとイギリスの一流の3歳馬の対決の舞台として1863年に創設された。この時代はフランスとイギリスがしばしば戦火を交えていた時代で、競馬に関してはイギリスに遅れを取っていたフランスにとって、パリ大賞典は仇敵イギリスと対決してこれを破る格好の舞台だった。
フランスではクラシック競走の一つとみなされて、国内最高の権威と賞金を誇っていた。
第二次世界大戦が終わると、後発の凱旋門賞が賞金や権威の面で上回るようになり、ヨーロッパの3歳馬の大レースとしてもアイルランドダービーと競合するようになった。
長い間3000メートル級の競走として行われてきたが、1980年代後半から幾度か距離の見直しが図られ、2012年の時点では2400メートルで行われている。

### 対イギリス戦としての意義
フランス人にとって、中世以来絶え間なく続いてきたイギリスに対する戦争の延長線にあった。

## 条件
出走馬年齢条件は3歳限定で繁殖能力の選定の為に行われるので、せん馬の出走はできない。 
距離や競馬場の変遷については沿革及び歴代優勝馬を参照。

## 歴史

### 沿革
- 1863年 : フランス最初の国際レースとして創設
- 1871年 : 普仏戦争により中止
- 1915年 : 第一次世界大戦により中止
- 1916年 : 前年同様に中止
- 1940年 : 第二次世界大戦によりオートゥイユ競馬場で代替開催
- 1943年 : 第二次世界大戦によりル・トランブレー競馬場で代替開催（3100メートル）
- 1944年 : 前年同様に代替開催
- 1964年 : 施行距離を3100メートルに延長
- 1971年 : グループ制導入に伴いグループ1に格付け
- 1978年 : 施行距離が3000メートルに戻る
- 1987年 : 施行距離を3000メートルから2000メートルに短縮
- 2005年 : 
  - 施行距離を2000メートルから2400メートルに延長
  - この年から施行日を7月14日（フランス革命記念日）に固定（2013年・2014年・2020年・2024年・2025年を除く）
- 2016年 : ロンシャン競馬場の改修工事のため、この年と翌年の2年間サンクルー競馬場で施行
- 2018年 : 改修・改称されたパリロンシャン競馬場での施行が再開される。
- 2020年 : 新型コロナウイルス感染拡大の影響で9月に順延開催。
- 2025年 : Cygamesがフランスギャロとパートナーシップ契約を締結してメインスポンサーとなり、「CYGAMES GRAND PRIX DE PARIS」として開催[2]。「HANDICAP DE LA FETE NATIONALE」と「PRIX DE MALLERET」に関しても同様に冠レース「CYGAMES HANDICAP DE LA FETE NATIONALE」「CYGAMES PRIX DE MALLERET」として開催する。

### 前史

#### フランス近代競馬の興り
フランスで近代的な競馬が始まったのは19世紀の初頭である。フランス革命後の1804年に即位したナポレオン1世は、ブルボン朝時代から王侯貴族の余興として散発的に行われてきた競馬を、軍馬育成の手段として国策に適うように体系づけた。
このとき、パリにはシャン・ド・マルス競馬場が開かれ、フランス中の名馬を集めて開催される「グランプリ (Grand Prix)」が創設された。これらの競馬の主目的はフランス産馬の資質向上にあったが、反面、娯楽性には乏しいものであり、創設の意図はほとんど果たされないまま、ナポレオンはワーテルローでイギリスに敗れて失脚し、競馬は一時中断した。ルイ18世の王政復古によって1819年には再び競馬が開催されるようになった。ナポレオン時代からの行政の馬産・競馬統制は続いたが、巨額の資金を投じた上に失敗に終わった。
1830年の七月革命によって即位したルイ・フィリップ王も競馬を愛した。フィリップ王のもとで、イギリス出自のヘンリー・シーモア＝コンウェイ卿はフランス馬種改良奨励協会 (Société d'Encouragement) とジョッキークラブ・ド・パリを組織した。この2団体は全く同じ12名のメンバーで構成され、イギリス流の娯楽性の高い競馬を、1834年からシャン・ド・マルスやシャンティイ競馬場で開催した。1836年にはイギリスのダービーを模して3歳馬のためのジョッキークラブ賞（フランスダービー）をシャンティイ競馬場に創設した。パリのシャン・ド・マルス競馬場ではグランプリが再開されて「王室大賞 (Grand Prix Royal)」となり、こちらは3歳以上の一流馬の競走となった。

#### ロンシャン競馬場の創設
シャンティイ競馬場には立地上の問題があった。パリ中心部からは北東に50キロも離れている上、鉄道もなく観戦客は少なかった。売上が少なく、賞金も低く、上等な競走馬の馬主はイギリスで走らせるほうが経済的と考えるものも多かった。一方、パリ中心部にあるシャン・ド・マルス競馬場には致命的な問題が2つあった。一つは、シャン・ド・マルスは本来は軍の演習場であり、そこに間借りして競馬を行なっていたのだが、晴天時には陸軍によって踏み固められた地面が硬すぎ、降雨があると泥沼のようになって危険だった。もう一つの問題はシャン・ド・マルス競馬場が狭いことで、一度に走れる馬は8頭が限界だった。これに対し大きな競走では40頭を超す馬が出走を希望するような有様だった。
1848年に二月革命が起きてルイ・フィリップ王が失脚した。共和制を経て1852年にクーデターによってナポレオン3世が即位した。このクーデターを主導したのが、ナポレオン3世の異父弟で、内務大臣や立法院議長として王の右腕となったシャルル・ド・モルニー公爵である。
モルニー公は将来のパリの発展を見込んでパリ郊外の土地を買い占め、邸宅を構えていた。ナポレオン3世はブローニュの森を改造し、ロンドンのハイドパークのような壮麗な庭園を造営することを思いついた。モルニー公は、所有地を売り払った資金でブローニュの森よりさらに郊外のロンシャン平原の土地を買い占めた。その土地をさらに国費で高く買い上げることで、モルニー公は莫大な利益を、王室は念願の造園用地を手に入れた。
26歳にしてジョッキークラブのメンバーに名を連ねていたモルニー公爵は、完成した庭園に客を呼び込む手段として、ロンシャン平原に競馬場を作ることを思いついた。これによって、シャンティ競馬場とシャン・ド・マルス競馬場の問題も解決するように思われた。こうして1856年にブローニュの森に隣接してロンシャン競馬場が誕生した。1857年の春に初めて開催された競馬には大観衆が詰めかけて大成功をおさめた。競馬は春と秋の2回行われ、秋開催では「グランプリ」が「帝国大賞（アンペリアル大賞、Grand Prix Impérial）」と名を変えて行なわれた。

#### パリ大賞典の計画
モルニー公爵は、ロンシャン競馬場の春開催の名物となる新しい大競走を創設することにした。彼の構想では、新しい競走は、イギリスダービー優勝馬とフランスダービー優勝馬が対決する、フランスでは初の本格的な国際大競走になるはずだった。
これにはいくつか解決しなければならない問題があった。一つめは資金の問題だった。競馬を主催するフランス馬種改良奨励協会は、フランス産馬の向上のための組織であり、外国馬が出走する競走には賞金を出すことができなかった。そこでモルニー公は、市議会に諮ってパリ市の予算から5万フランを供出することに成功した。また、パリの5つの鉄道公社にそれぞれ2万フランずつ賞金を提供させることにも成功した。ナポレオン3世も皇室から美術品を提供することに同意した。こうして、当時世界最高の賞金を誇っていたイギリスダービーを超える高額賞金が確保された。
開催時期にも問題があった。ロンシャン競馬場の春季開催は4月と5月に行うことがパリ市との契約で定められていたが、イギリスダービーは5月の下旬に行われるため、この優勝馬が出走するためには開催を6月まで延ばす必要があると思われた。イギリスのジョッキークラブを独裁的に取り仕切っていたヘンリー・ラウス提督との協議を経て、新しい大競走はイギリスダービーの11日後の5月31日に行うことにした。イギリスとフランスのダービー（2400メートル）優勝馬以外にもチャンスを与えて競走をより面白いものにするために、競走の距離は3000メートルとすることになった。
この開催日について、イギリスからは反対の声もあった。5月31日は日曜日で、イギリスではキリスト教の安息休日である日曜日には競馬を行わない習わしだった。このためイギリスの主要な馬主の何人かは日曜日の開催に異を唱えた。フランスでは日曜日に競馬を行うのはごく当たり前のことだった。
フランス人にもこの競走に反対する者がいたが、その理由は、イギリス馬と競走するとフランス馬が負けるからというものだった。フランスの競馬はもともとイギリスを真似て始まったもので、19世紀になっても毎年1万頭以上の競走馬をイギリスからの輸入に頼っていた。フランスでサラブレッドの生産が本格的になってから、まだほんの2、30年しかたっておらず、フランスの馬は英国馬に比べてまだずっと格下だと思われていた。

### 19世紀

#### 第1回パリ大賞典（1863年）
1863年5月31日に、新しい大競走「パリ大賞典 (Grand Prix de Paris)」が行なわれた。皇帝ナポレオン3世夫妻は、セーヌ川を下って貴賓席にやってきた。皇后の純白のドレスにはエメラルドのボタンがあしらわれていた。ほかに臨席した王族はオランダ王太子ウィレム、ポルトガル王カルロス1世で、これに加えて無数の外交団や官僚、宮廷関係者が観戦に訪れた。この国際競走は、「軍事以外で史上初めての英仏対抗戦」であり、「少なくともフランス人にとって、英仏戦に決着を付ける場」とみなされていた。
フランス代表の筆頭は牝馬のラトゥーク (La Toucques) で、ラトゥークはデビュー2戦目でフランスオークスを勝ち、フランスダービーは牡馬を相手に2馬身半差で楽勝し、1.5倍の大本命になった。
イギリスからは4頭が遠征してきた。その筆頭はイギリスダービーで際どい判定の末2着になったロードクリフデンだった。これに次ぐのがサッキャロメーター（Saccharometer、イギリス2000ギニー2着で、イギリスダービーでは落馬）だが、サッキャロメーターはラトゥークが勝ったフランスダービーで4着に敗れており、フランス人にとってはラトゥークより格下と思われた。このほか、ジオーファン (The Orphan)、ザレンジャー (The Ranger) が遠征してきた。
フランス人にとってショッキングなことに、勝ったのはイギリス馬4頭の中で最も人気の低かったザレンジャーだった。ラトゥークは1馬身遅れた2着だった。3着にサッキャロメーター、4着にジオーフェンが入った。ロードクリフデンは5着止まりだった。ザレンジャーの馬主が、パリの貧民のために賞金の一部を寄付したことで、フランス人のショックはいささか緩和された。

#### 第2回パリ大賞典（1864年）

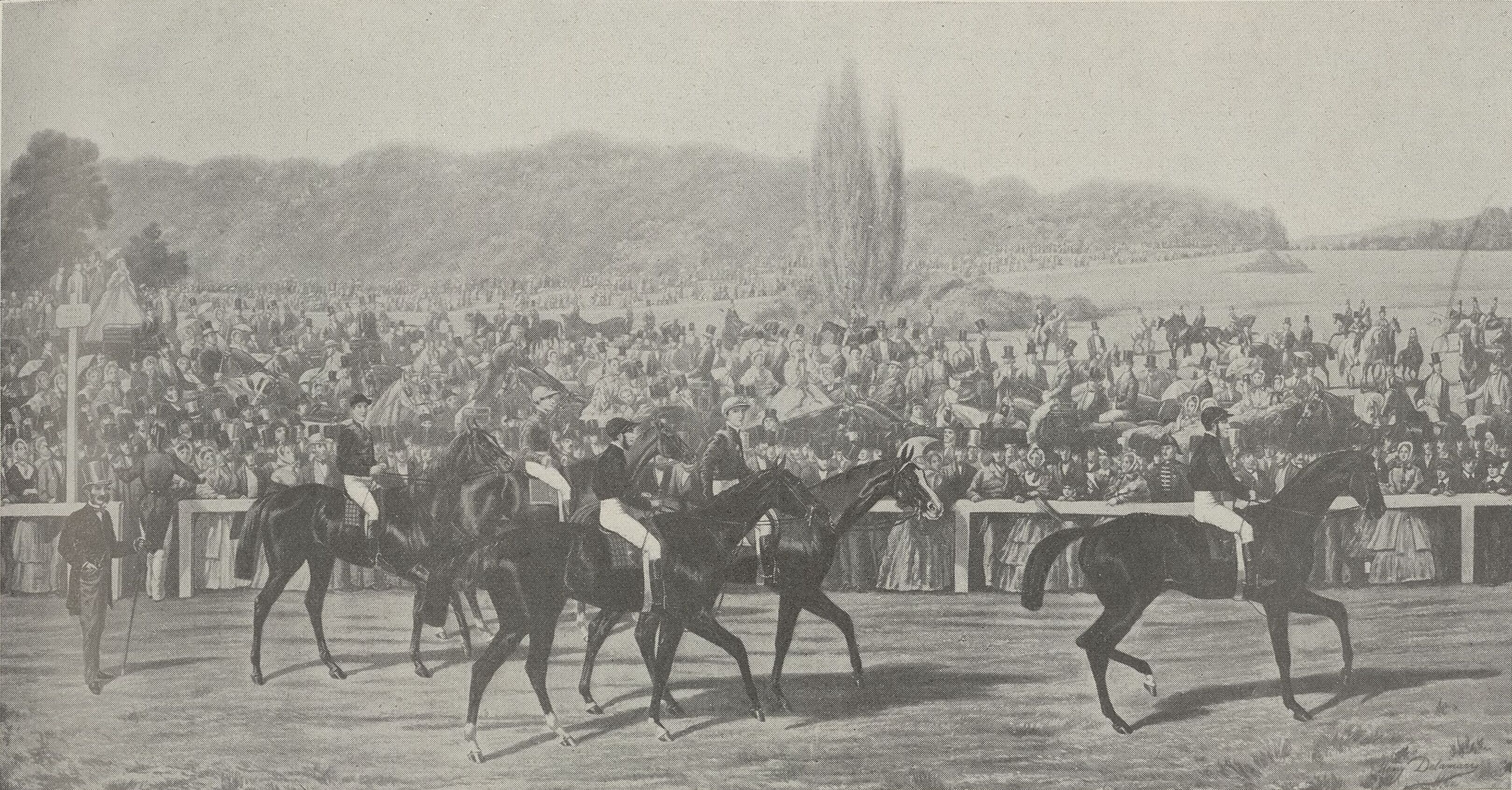
発走前の様子。左から右へフィーユドレール（エドワーズ騎手）、バロネロ（奥、フレンチ騎手）、ヴェルムート（手前、キッチナー騎手）、ブレアーアソール（奥、チャロナー騎手）、ボワルセル（フラットマン騎手）。左端で旗を持って立っているのが発走役のラ・ロシェット男爵。

1864年のパリ大賞典は6月5日の日曜日に行なわれた。
前年に二冠牝馬が敗れ、イギリス馬にはまだ勝てないという不安が現実になったが、この年はさらにフランス馬が勝つのは難しいと思われた。というのも、イギリスのダービー馬ブレアアソルがやってきたのである。ブレアアソルの父は「種牡馬の皇帝」と呼ばれたストックウェルで、母はイギリスのダービーとオークスに勝ったブリンクボニー、その母は19世紀で最も偉大な牝馬のクインマリー (Queen Mary) という、当時考えられる最高の血統馬だった。ブレアアソルは1.29倍の大本命となった。
フランス側の代表は、フレデリック・ラグランジュ伯爵の牝馬フィーユドレール (Fille de l'Air) だった。フィーユドレールは、長年にわたってイギリスの競馬に挑戦してきたラグランジュ伯爵が遂に得た名競走馬で、この年にイギリスオークスを制し、フランス産馬として歴史上初めて本場イギリスのクラシック競走を勝った馬となっていた。フランス国内ではもちろん最高の名馬に間違いなかったが、相手がブレアアソルということで単勝の人気は4倍の2番人気に留まっていた。
本年のフランスダービーと皇帝賞（後のリュパン賞）の優勝馬ボワルセル（※1935年生まれのボワルセルとは同名異馬）は8倍の3番人気にしかならなかった。ほかにもプール・デッセ（フランス2000ギニーの前身）優勝馬のバロネロ (Baronello) も出走したが、ブレアアソルとフィーユドレールの一騎討ちというのが下馬評だった。
ところが、レースの序盤からブレアアソルとフィーユドレールは激しく争って疲弊してしまった。ゴール前で先頭に立ったのは、後方で控えていた人気薄のフランス馬ヴェルムートだった。フランス馬の勝利を確信したナポレオン3世はヴェルムートがゴールする前から帽子をとって立ち上がった。フランスの大観衆の歓喜は30分も続き、ヴェルムートを撫でようと馬場へなだれ込んだ。ブレアアソルはなんとか2着を確保した。この後ヴェルムートはドイツでバーデン大賞典に勝ったが、ロワイヤルオーク賞やコンチネンタルセントレジャーではフィーユドレールに敗れた。

#### 第3回パリ大賞典（1865年）
1865年のパリ大賞典はフランスの歴史的名馬グラディアトゥールの凱旋レースになった。
グラディアトゥールは前年に敗れたフィーユドレールと同じラグランジュ伯爵の持ち馬で、この年イギリスに渡ってイギリス2000ギニーとダービーに勝った。フランスにとってはもちろん、イギリスにとっても、イギリスダービーをイギリス以外の馬が勝つのは歴史上初めてだった。ロンシャン競馬場には、イギリスを破った英雄をひと目見ようと、15万人の大観衆が押し寄せた。グラディアトゥールはここで難なく8馬身差で圧勝してみせた。

#### 第5回パリ大賞典（1867年）
5回目のパリ大賞典は1867年6月2日に行われた。この時パリはパリ万国博の真っ最中で、これを記念して賞金は大幅に増えて21万6000フランになった。ロンシャン競馬場には大観衆が詰めかけ、レースの出走前に警備隊が彼らを押しのけてコースを確保しなければならないほどだった。貴賓席には皇帝ナポレオン3世のほか、ロシア皇帝アレクサンドル2世とその姫、ベルギー王レオポルド2世とマリー＝アンリエット王妃、そしてレオポルド王太子の姿もあった。
この年は、イギリスダービー馬のハーミットは出走せず、2着のマークスマン (Marksman) がやってきた。しかしマークスマンはレース直前で取り消してしまい、マークスマンに騎乗する予定だったイギリスのトップジョッキー、ジョージ・フォアダムは、地元フランスのフェルバスク (Fervacques) という無名馬に乗るしかなくなった。フェルバスクはパリ大賞典の前日に平凡なレースをアタマ差で辛勝して滑り込んできた馬で、67倍と全く人気がなかった。
本命にはフランスダービー馬のパトリシアン (Patricien) が推された。皇帝賞（後のリュパン賞）の優勝馬のトロカデロ (Trocadero) も出走してきた。パトリシアンもトロカデロも、1865年の勝者グラディアトゥールと同じくモナルクの産駒だった。。
観衆が驚いたことに、ゴール前では本命のパトリシアンと無名のフェルバスクが激しく争い、デッドヒート（同着）となった。両者の馬主は話し合って、2頭だけの決勝戦を行うことにした。この決勝戦も大接戦となったが、大変な審議の末に審判はフェルバスクがハナ差だけ勝ったと宣言した。パリ大賞典が同着になったのは後にも先にもこの1度だけである。
フランスダービーでは2着、パリ大賞典では3着といずれもパトリシアンの後塵を拝したトロカデロは、夏のドイツでパトリシアンを2回破った。秋にフランスに戻ると皇太子大賞（後のロワイヤルオーク賞）ではパトリシアンがトロカデロに雪辱した。

#### エミール・ゾラの『ナナ』
この頃のパリ大賞典を描いているのが、フランス自然主義文学者エミール・フランソワ・ゾラの代表作『ナナ』である。
- 貧困層から出てパリで上流階級の高級娼婦となった主人公のナナは、パトロンに連れられて1869年の第7回パリ大賞典を見に行く。この競走にはパトロンの所有馬が本命になっていた。パトロンの所有するもう1頭の牝馬には、彼女と同じ名前のナナという名前がつけられていたが、ナナは最低人気だった。ナナはパトロンの助言に従って本命馬の馬券を買う。しかしこの大競走にはある裏があった。

多くの登場人物は愛国的な気持ちからフランス馬の馬券を買うが、ある登場人物は「事情通」で、フランス産馬は英国馬にかなわないと説く。10章では、パリ大賞典当日の朝からレースの後までが描かれる。

#### 1876年
この年のパリ大賞には、オーギュスト・リュパン (Auguste Lupin) の生産馬、牝馬エンギュランド (Enguerrande) が出てきた。エンギュランドは、1864年に初めてフランスに勝利をもたらしたヴェルムートの子で、デビュー戦のフランス2000ギニー（プール・デッセ、牡馬と牝馬に分割になる以前のプール・デッセ・デ・プーラン）で優勝した。2着はアルフォンス・ド・ロチルド男爵のキルト (Kilt) だった。エンギュランドはプール・デ・プロデュ大賞（Grande Poule des Produits、後にリュパン賞と改称）でクビ差の2着、フランスオークスで3着になったあと、イギリスに渡ってイギリスオークスに出た。イギリスオークスでは、イギリス1000ギニーを勝ってきたラグランジュ伯爵のカメリア (Camélia) との接戦になり、同着優勝となった。エンギュランドはすぐにフランスに戻ってフランスダービーに出て、今度はキルトと接線の末、ハナ差の2着に敗れた。
ヨーロッパ屈指の大国オーストリア＝ハンガリー帝国からは、キシュベールがやってきた。キシュベールは既に5月のイギリスダービーで、本命のペトラークを破って優勝し、グラディアトゥール以来2頭目の外国馬によるダービー制覇を遂げていた。パリ大賞典に狙いを定めたキシュベールは、ロンシャン競馬場から1マイルほどにある、かつて皇帝ナポレオン1世が使った厩舎に入った。
キシュベールはパリ大賞典を3分22秒の好タイムで楽勝した。2着のエンギュランドは5馬身離されていた。ロンシャンの大観衆にとってはこれは面白くない結果だった。というのも、彼らはキシュベールが1870年戦争でフランスを打ち負かしたドイツの馬だと勘違いをしていたのだった。

#### 1881年
1881年はアメリカ産のサラブレッドがヨーロッパを席巻した年だった。ペンシルヴァニア生まれのイロコイはイギリス2000ギニーでペレグリンの2着になったあと、ダービーではペレグリンをクビ差破って優勝した。
ケンタッキー産のフォックスホールはクラシック登録をしていなかったので、もっぱらハンデ戦を連戦した。4月末のエプソム競馬場のシティ・アンド・サバーバン・ハンデキャップ競走では91ポンドを背負って前年のイギリスダービー馬ベンドアに1馬身半先着した。イギリスの新聞「デイリー・テレグラフ」紙は、早くもフォックスホールがこの年の3歳馬の中で最も強いと報じた。
6月になると、フォックスホールはフランスに渡ってパリ大賞典に臨み、イギリス馬トリスタンを尻目に逃げ切って優勝した。フランスダービー馬のアルビオン (Albion 1878) は3着止まりだったが、ロンシャン競馬場のフランス人観衆は、イギリス馬の敗北をまるでフランスの勝利であるかのように狂喜し、星条旗を振って、フォックスホールを大喝采で迎えた。あまりの騒動のため、騎手が戻るために警官隊が介入しなければならないほどだった。
その後フォックスホールはイギリスで最大ハンデ戦での「秋の二冠 (Autumn Double)」戦の一つ、ロシア皇太子ハンデキャップを10馬身差で勝った。二冠目のケンブリッジシャーハンデキャップでは126ポンドのハンデを背負い、107ポンドを背負ったトリスタンやベンドアに勝ち、二冠制覇を成し遂げた。
イロコイの方は秋にセントレジャーステークスを勝った。ダービーとセントレジャーに勝ち、2000ギニーが2着であったので、もう少しでクラシック三冠を達成するところだったということになる。
このあとフォックスホールとイロコイのマッチレースがアメリカで企画されたが、実現しなかった。イロコイは引退後アメリカで種牡馬になり、1892年のアメリカのチャンピオンサイヤーになった。フォックスホールは古馬になって2マイル半（約4800メートル）のゴールドカップに勝ったが、その後、ウォール街の株式仲買人であるアメリカ人馬主ジェームズ・ロバート・キーンと、イギリス人調教師ウィリアム・デイの間で意見の相違が大きくなり、売却された。フォックスホールは種牡馬としては成功しなかった。

#### 1886年
1886年のフランスダービーは、シコモール (Sycomore) とユパス (Upas) の同着優勝になった。両馬は決着をつけるため、揃ってパリ大賞典に出走してきた。
イギリスからは、1000ギニーとオークスを勝った牝馬ミスジャミーがやってきた。イギリス牡馬の代表は、2000ギニーで2着のミンティングだった。
人気を集めたのはイギリスの2頭で、ミンティングが2.5倍の本命、続いてミスジャミーが4.5倍だった。フランス代表のユパスは9倍、シコモールは17倍と、フランス人にも、まだイギリス馬上位であると思われていた。
初めてパリ大賞典に勝ったフランス馬ヴェルムートの孫にあたるポリュークト (Polyeucte) が、レースが始まると2番手のミスジャミーに20馬身差をつける大逃げをうった。残り1600メートルのあたりで、ミンティングは最後方にいた。雨で重たくなった馬場のせいで、他馬はポリュークトを追いかけることが難しくなった。1頭だけあがっていったのがミンティングで、ポリュークトを簡単に捉えて引き離した。最後はゴールする前から、手綱を緩める余裕があったが、それでも2着のポリュークトには2馬身の差があった。さらに2馬身遅れてシコモールが3着に入り、ユパスが3馬身差で4着だった。ミスジャミーは最下位だった。イギリス馬の勝利に、イギリスからの観客は沸き立った。
ミンティングは1866年のイギリス三冠馬ロードリヨンの産駒で、母馬のミントソース (Mint Sauce) は既に2頭のイギリスのクラシックホースを出していた。ミンティングが2着に敗れた2000ギニーを勝ったのはオーモンドで、オーモンドはこの年ダービー、セントレジャーも勝って、ロードリヨン以来20年ぶりの三冠馬になった。ミンティングはダービーでオーモンドと対戦することを避けてパリ大賞典へやってきていたのだった。後にミンティングに与えられたフリーハンデは、これ以後9年間のイギリスダービー優勝馬よりも高かった。

#### 1893年
この頃、1871年戦争の頃から続いてきたフランスの外交的孤立が緩和されて、オーストリア＝ハンガリー帝国やロシア帝国が再び親しい国となった。この年のイギリスの3歳馬にはアイシングラスが登場し、史上2頭目の無敗の三冠馬となった。しかしアイシングラスはロンシャンには遠征せず、この年のパリ大賞典はフランスダービー馬のラゴツキー (Ragotsky) が勝った。ラゴツキーは、父方の祖父が1864年の優勝馬ヴェルムートで、母方の祖父が1876年にパリ大賞典を勝ったオーストリア＝ハンガリーのキシュベールだった。
それから7年後の1900年にラゴツキーの半妹のセメンドリア (Semendria) はプール・デッセ、ディアーヌ賞、パリ大賞典、ヴェルメイユ賞を勝って、フランス初の牝馬三冠馬になった。また同じく半妹のハンガリア (Hungaria) はオーストリア＝ハンガリーで子孫を残し、その中からロシアの名馬アニリン (Анилйн) が出た。

### 20世紀初頭

#### 1904年
1901年に新イギリス王に即位したエドワード7世は親仏派だった。ドイツを敵視したフランスは、既にロシアとの間で露仏同盟を結んでいたが、1904年の春に長年の宿敵であったイギリスと和解して英仏協商を締結した。
フライングフォックスは、フランスを代表する生産者・馬主となるエドモン・ブランによってフランスに輸入されて種牡馬になった。その最初の世代が1903年にデビューするといきなり名競走馬が登場し、フライングフォックスはたちまち成功種牡馬となった。
最初に頭角を表したのはグーヴェルナンで、2歳戦のラロシェト賞を勝った。3歳になると、4月のはじめにフランスダービーの前哨戦の一つであるジャンプラ賞に勝った。5月にはフランス2000ギニー（プール・デッセ・デ・プーラン）に勝ち、イギリスダービーへ乗り込んだ。
この年のイギリス3歳牡馬の3強、2000ギニー優勝のセントアマント、ヘンリーザファースト (Henry the First)、ジョンノゴーントをおさえ、グーヴェルナンは2.75倍で本命に迎えられた。レース前から降り始めた雨が強くなって競馬場は水浸しになり、レースは激しい雷雨の中で行われた。スタートとともに先頭に立ったセントアマントは、最後までそのまま逃げ切って二冠馬となった。初めて雷雨に遭遇したグーヴェルナンはまるで走ろうとせず、後ろから2頭目の7着でゴールした。パリに戻ったグーヴェルナンは、パリ大賞典で8倍の2番人気になった。
フライングフォックスを父に持つもう1頭の活躍馬がアジャックス（Ajax）である。アジャックスは2歳のうちは1戦しかしなかったが、3歳になるとノアイユ賞、リュパン賞、フランスダービーと勝って4戦全勝でパリ大賞典に出てきた。
グーヴェルナンと差のない3番人気（9倍）にはフォンテーヌブロー賞に勝ったロロー (Lorlot)。フランスダービーで2着に敗れたマクドナルド (Macdonald II) はベイロナルドの子で、パリ大賞典では11倍の4番人気だった。
スタート前にプロファネ (Profane) が、この頃普及し始めた新型のバリヤー式発馬機に抵抗を示したため、レースの開始は大きくずれ込んだ。最初にチュレンヌ (Turenne) が飛び出し、グーヴェルナンやアジャックスは後方に控えた。坂の下りでプロファネが先頭を奪ってペースを上げると、アジャックスやグーヴェルナンも上がっていったが、1マイルを過ぎる頃にはグーヴェルナンは苦しくなって後退を始めた。最後はチュレンヌが再び先頭に立ったが、アジャックスはこれを難なくかわして楽勝した。2着のチュレンヌから2馬身半遅れた3着にマクドナルドが入り、さらに半馬身遅れてグーヴェルナンが4着だった。
勝ったアジャックスは、母の父クラマール (Clamart) も1891年のパリ大賞典の優勝馬である。
アジャックスはその後、調教中に怪我をして引退し、種牡馬となった。種牡馬になるとすぐにフランスのクラシック勝ち馬を出し始めたが、1914年に第一次世界大戦が始まり、フランス国内の競馬はほとんど開催できなくなってしまった。アジャックスはこの年早逝してしまうが、残された子のうち、テディがスペインで走って良績を残し、種牡馬になって大成功した。
2着のチュレンヌはその後8月にドーヴィル大賞典を勝った。3着のマクドナルドは秋にロワイヤルオーク賞を勝った。
一方のグーヴェルナンはパリ大賞典の翌週に、新設された共和国大統領賞（現在のサンクルー大賞）で古馬と初対戦して勝った。グーヴェルナンは翌年もカドラン賞やドイツのバーデン大賞典に勝ち、1905年の古馬チャンピオンになった。
この年のイギリスとフランスの3歳馬のフリーハンデで、アジャックスはフランス馬としては最上位となる4位にランクされた。イギリス二冠馬セントアマントが2位、何度かセントアマントを破ったヘンリーザファーストが3位で、セントレジャーで両馬をまとめて負かしたプリティポリーが首位だった。

### 凱旋門賞の登場

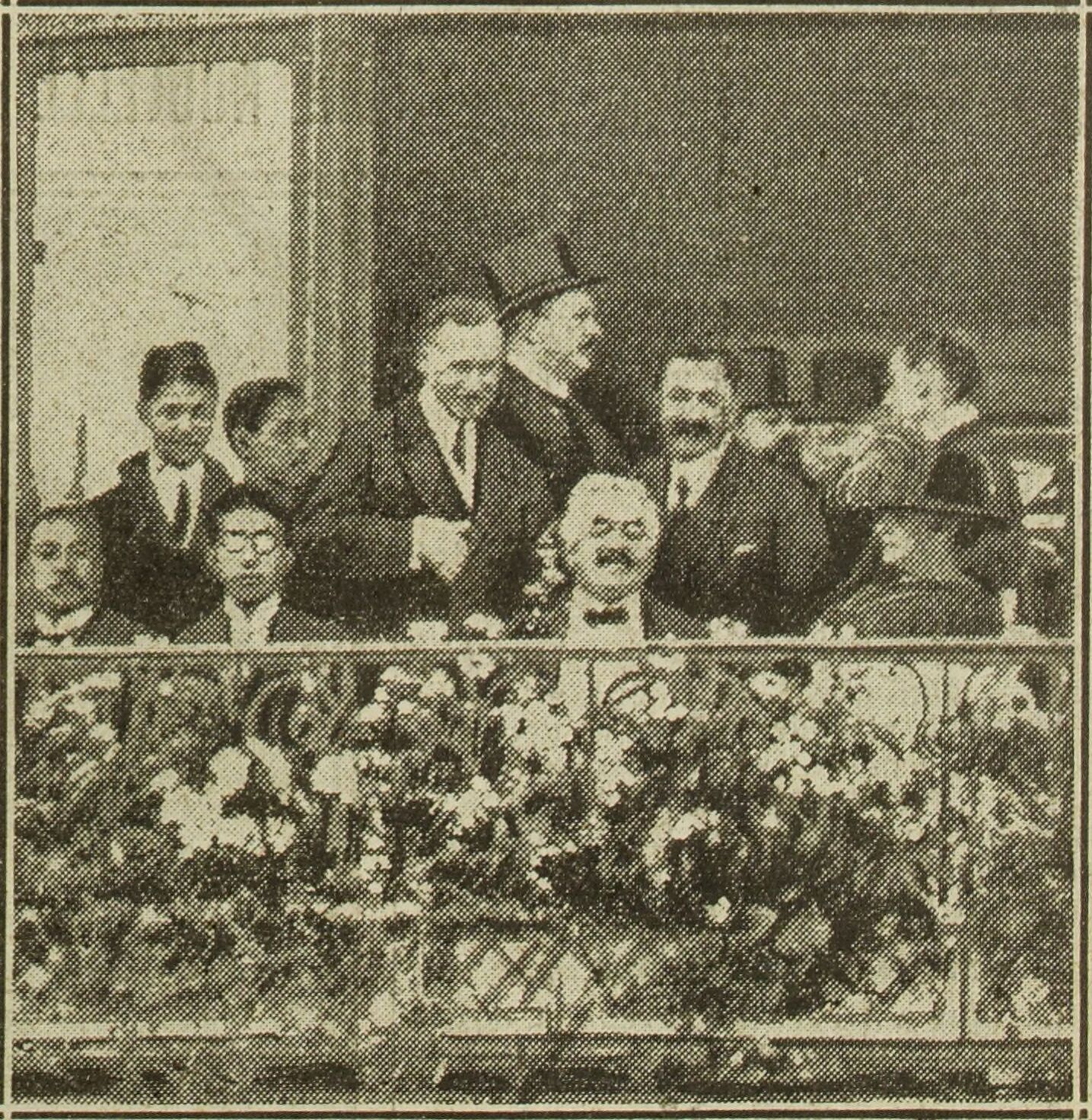
欧州歴訪中の皇太子裕仁親王とともに1921年のパリ大賞を観覧するアレクサンドル・ミルラン大統領。

終戦後の秋、フランス競馬界は新たに古馬のための国際競走として凱旋門賞が創設され、1920年に第1回凱旋門賞が行われた。この記念すべき初代凱旋門賞馬となったのは、春にパリ大賞典を勝ったイギリスのカムラッドだった。
創設当初の凱旋門賞の賞金はパリ大賞典の半分ほどしかなかったが、1949年には凱旋門賞の賞金が大幅に加増され、パリ大賞典はヨーロッパ最高賞金の地位を譲ることになった。
それでも、しばらくはパリ大賞典がフランスで最大で最も権威のある競走であることには変わりはなかった。たとえば、1951年のヴァンサン・オリオール大統領、1955年のルネ・コティ大統領、1960年のシャルル・ド・ゴール大統領と歴代の国家元首はロンシャン競馬場に競馬観戦にやってきたが、いずれもパリ大賞典を観戦に来たのだった。

#### 1926年

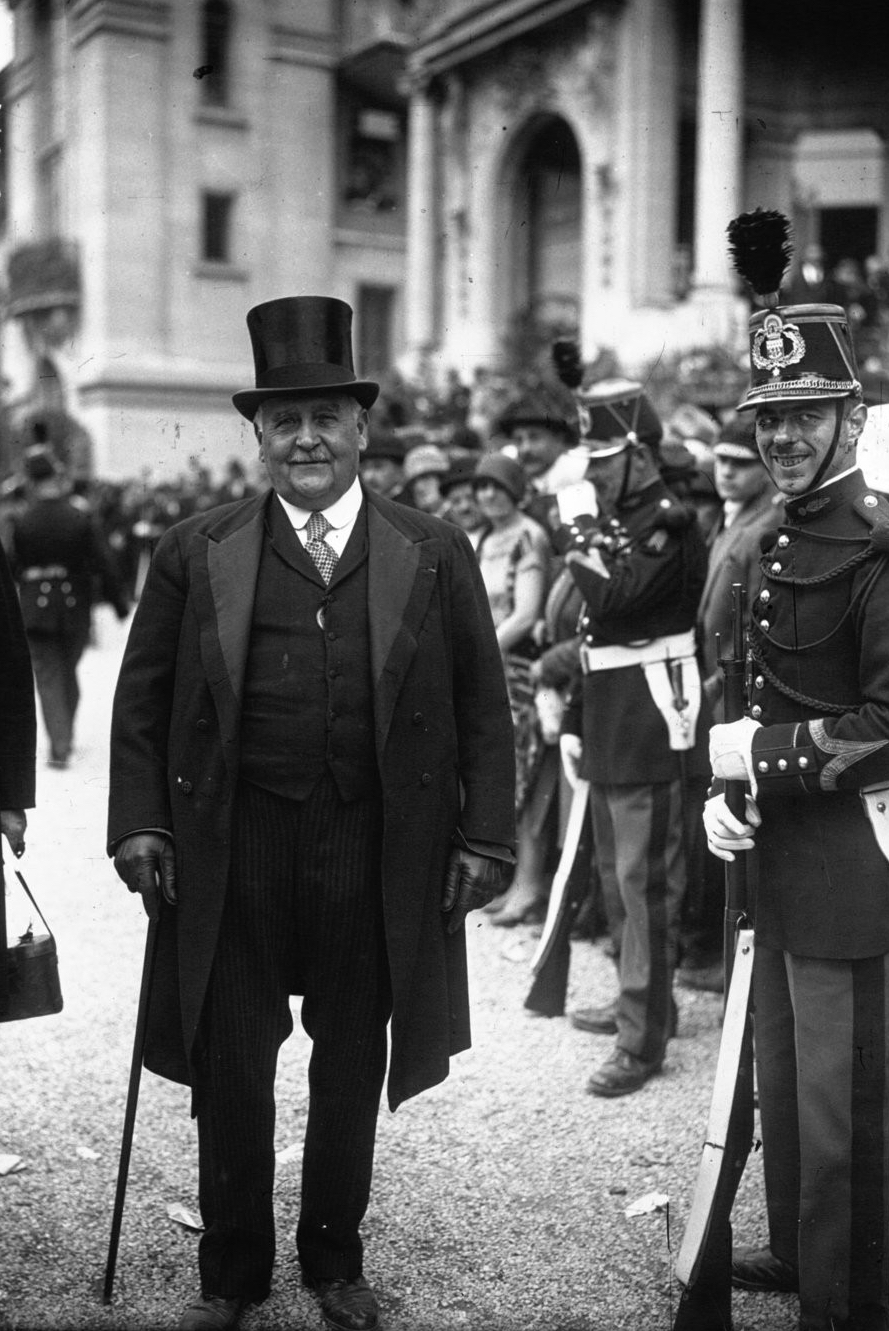
1926年の優勝馬テイクマイチップの馬主、ジェームズ・ヘネシー

この年のパリ大賞典には空前の大観衆が押し寄せた。有料の入場者数だけで166,635人の観客がいて、40フランの駐車料が必要な駐車場は844台の馬車や自動車で溢れかえった。入場料の収入だけで145万フランになり、パリ大賞典だけで馬券の売り上げは790万フランほどになった。貴賓席にはガストン・ドゥメルグ大統領やスペインのアルフォンソ13世国王夫妻の姿もあった。
主導権を握ったのは、イタリアから来たアペレ (Apelle) だった。アペレはフェデリコ・テシオの生産馬で、デルビー・レアーレ（Derby Reale、現在のイタリアダービー）とミラノ大賞典を6馬身差で圧勝してきた。アペレはイタリア産馬だが、その父はフランスの名馬サルダナパルだった。アペレはスタートから先頭に立ち、残り100メートルのところまでは単騎で逃げることができた。
フランス馬の本命はビリビ (Biribi) だった。ビリビは脚が曲がっていて1歳の時に競りで売られた。購入したのはアルゼンチンのシモン・グスマン (Simon Guthmann) だった。ビリビは3歳の春遅くに本格化し、5月の半ばにノアイユ賞に勝った。5月末にはリュパン賞も楽勝し、フランスダービーを迎えた。ところがこの年のフランスダービーは朝から降り続いた雨によって不良馬場となった。ビリビはゴールまであと僅かのところで、同厩舎の人気薄馬マドリガル（Madrigal）に差され、半馬身差で敗れてしまった。ドミンゴ・トルテローロ (Domingo Torterolo) 騎手はこのとき病気の体で無理をしてビリビに騎乗したのだったが、結果的にはゴール前の競り合いで体力が持たず、ろくに追うことができなかった。
残り100メートルのところで、逃げるアペレにビリビほか数頭の後続馬が一斉に並んできた。5頭が横に並ぶ大接戦を制したのは、イギリスから来たテイクマイチップ (Take My Tip) で、63倍の大穴となった。ビリビはクビ差の2着、3、4着もそれぞれアタマ差、アタマ差の接戦だった。

#### 1936年
この頃、フランス国内はファシズム的な右派、過激な左派の衝突が激化し、政治的にも社会的にも混迷していた。競馬界にも大きな影響が出たが、とりわけ深刻になったのは左派に導かれた厩務員のストライキだった。政権をとった左派は労働者の待遇を格段に引き上げる法案を提出したが、調教師や主催者側は、厩務員らの大幅なコスト増によって馬主が国外へ流出すると考え、政府案を拒んだ。厩務員のストライキは長引いて、フランスオークス（ディアヌ賞）は本来のシャンティイ競馬場での開催が不可能となり、ロンシャン競馬場で代替開催された。厩務員だけなく、フランス全土の場外馬券売り場の職員もストライキに参加するようになって、場外馬券場は閉鎖された。場外馬券売り場が閉鎖された結果、10万を超す競馬ファンがロンシャン競馬場に大挙することになった。
この年のフランスの3歳馬には、ミューセという牡馬が傑出していた。ミューセは凱旋門賞やリュパン賞、サブロン賞等の大レースを制した名競走馬マシーヌ (Massine) の産駒で、3歳の春にグレフュール賞で2着した後、オカール賞、リュパン賞に勝った。フランスダービーではヴァトラー (Vatellor) を1馬身差で下し、クラシック競走を連勝した。イギリスからは、アガ・カーンのシンド (Sind) が遠征してきた。前評判ではシンドのほうが強いと考えられていた。
レース前に、走路にルイーズ・ワイス率いる女性の一団が侵入した。彼女らはフランス最大のイベントで注目を集めようと目論み、婦人参政権を要求するプラカードを掲げてデモ行進を行った。はじめは競馬場の観客からは大きな笑いが飛んだが、彼女たちがアルベール・ルブラン大統領のボックス席の前に執拗に居座ると、観衆の笑いは怒りの声へと変わった。結局彼女たちは競馬場の係員によって場外へ連れだされた。
このあと行なわれたレースは、1馬身半差でミューセがシンドを退けて危なげなく優勝した。これでミューセはフランス3歳馬の重要な競走のうち、3つを制したことになった。秋になって、最後の1戦であるロワイヤルオーク賞を目指していたが、レースの3日前の最終追い切りの後に跛行し、腱を痛めていることがわかった。結局ミューセはそのまま引退することになった。国内の混乱の影響で凱旋門賞はわずか10頭で行なわれた。この年の本命と見込まれていたミューセのリタイヤと、この年の二冠牝馬ミストレスフォード (Mistress Ford) も凱旋門賞に出走しなかったことで、凱旋門賞はマルセル・ブサックのコリーダが一本かぶりの本命になった。コリーダは危なげなく優勝して、ブサックにとっては初めての凱旋門賞制覇となった。ミューセはイギリス人に購入されてイギリスで大きな注目を受けて種牡馬になった。コリーダは翌年も凱旋門賞を勝って歴史的な名牝馬となったが、まもなく始まった第二次世界大戦の戦火に巻き込まれて死んだ。

### アイルランドダービーの影響
1962年にアイルランドダービーが大幅に賞金を増やして性格を変え、一地域のローカルなダービーから、各国のダービー馬を集める国際競走となって国際的地位を大きくあげた。
3000メートルで行われるパリ大賞典と違い、アイルランドダービーは各国のダービーと同じ12ハロン（約2400メートル）で行われる。パリ大賞典とアイルランドダービーは同じ時期に開催されるので、イギリスのダービーで良績をおさめた馬は、次にどちらに出走するかを選ばなければいけなかった。

#### 1986年の珍事
1986年のパリ大賞典を勝ったのは、未勝利馬のスゥインク (Swink) だった。これを機にパリ大賞典の施行条件の見直しが行われ、1987年からは大きく距離が減じられて2000メートルで行われるようになった。

#### 2005年の再編
2005年、ジョッケクルブ賞（フランスダービー）の距離短縮などを柱とするフランス競馬改革の一環として、開催月を6月から7月へ、施行距離を芝2000メートルから芝2400メートルに延長された。これにより、ジョッケクルブ賞からパリ大賞典へ出走する馬が多くなった。

## 他の競走との関連

### イギリスダービー
イギリスダービー馬によるパリ大賞典制覇は、1906年のスペアミントを最後に長いこと途絶えた。1948年に両レースを制する馬が登場したが、これはフランス馬マイラヴによるものだった。1955年のフィルドレイクも両競走に優勝したが、これもフランス産馬である。これ以降2012年までの時点で、イギリスダービー馬によるパリ大賞典優勝は途絶えている。

### 凱旋門賞
第1回凱旋門賞を勝ったのは、春にパリ大賞典を勝った3歳馬のカムラッドだったが、それ以降パリ大賞典に優勝した3歳馬が凱旋門賞で人気を集めても、優勝に至った例は無かった。
しかし、1987年にパリ大賞典が2000メートルに短縮されると、1990年のソーマレズ、1997年のパントレセレブル、2004年のバゴが、パリ大賞典と凱旋門賞の連勝に成功している。
2005年に2400メートルに再延長された後は、2006年の優勝馬レイルリンクが秋に凱旋門賞に優勝している。
3歳時にパリ大賞典を勝ち、古馬になって凱旋門賞を勝ったものとしては、1945年のカラカラ、1992年のスボティカがいる。

## 歴代優勝馬
- 太字は三冠達成馬（プール・デッセ・デ・プーラン、ジョッケクルブ賞、2004年以前はロワイヤルオーク賞、2005年以降はパリ大賞典）を示す。
- 仏ギはフランス2000ギニー（プール・デッセ及びプール・デッセ・デ・プーラン）、仏ダはフランスダービー（ジョッケクルブ賞）、英ダはイギリスダービーを指し、その競走に優勝していた場合には◯印をつける。
- 表中の「*」は日本輸入馬を示す。（多くは種牡馬だが、ジャパンカップ出走のため一時的に輸入されたものも含む。）
- 開催年が太字のものは本記事中に開催記事節あり。

| 回  | 施行日        | 国                               | 優勝馬             | 性 | 仏ギ | 仏ダ | 英ダ | 特記事項                                               | 出典   |
| --- | ------------- | -------------------------------- | ------------------ | -- | ---- | ---- | ---- | ------------------------------------------------------ | ------ |
| 1   | 1863年5月31日 | イギリスの旗                     | The Ranger         | 牡 |      |      |      |                                                        |        |
| 2   | 1864年6月8日  | フランスの旗                     | Vermouth           | 牡 |      |      |      |                                                        |        |
| 3   | 1865年        | フランスの旗                     | Gladiateur         | 牡 |      |      | ◯    |                                                        |        |
| 4   | 1866年        | イギリスの旗                     | Ceylon             | 牡 |      |      |      |                                                        |        |
| 5   | 1867年        | フランスの旗                     | Fervacques         | 牡 |      |      |      | FervacquesとPatricie同着ののち決勝戦にて優勝馬を決定。 |        |
| 6   | 1868年        | イギリスの旗                     | The Earl           | 牡 |      |      |      |                                                        |        |
| 7   | 1869年        | フランスの旗                     | Glaneur            | 牡 |      |      |      |                                                        |        |
| 8   | 1870年        | フランスの旗                     | Sornette           | 牝 |      |      |      | フランスオークスも優勝                                 |        |
| 9   | 1872年        | イギリスの旗                     | Cremorne           | 牡 |      |      | ◯    |                                                        |        |
| 10  | 1873年        | フランスの旗                     | Boiard             | 牡 |      | ◯    |      | 1864年優勝馬Vermouthの産駒                             |        |
| 11  | 1874年        | イギリスの旗                     | Trent              | 牡 |      |      |      |                                                        |        |
| 12  | 1875年        | フランスの旗                     | Salvator           | 牡 |      | ◯    |      |                                                        |        |
| 13  | 1876年        | オーストリア＝ハンガリー帝国の旗 | Kisber             | 牡 |      |      | ◯    |                                                        |        |
| 14  | 1877年        | フランスの旗                     | Saint Christophe   | 牡 |      |      |      |                                                        |        |
| 15  | 1878年        | イギリスの旗                     | Thurio             | 牡 |      |      |      | 1872年優勝のCremorneの産駒                             |        |
| 16  | 1879年        | フランスの旗                     | Nubienne           | 牝 |      |      |      | フランスオークスも優勝                                 |        |
| 17  | 1880年        | イギリスの旗                     | Robert the Devil   | 牡 |      |      |      |                                                        |        |
| 18  | 1881年        | アメリカ合衆国の旗               | Foxhall            | 牡 |      |      |      | [ 注 17 ]                                              |        |
| 19  | 1882年        | イギリスの旗                     | Bruce              | 牡 |      |      |      |                                                        |        |
| 20  | 1883年        | フランスの旗                     | Frontin            | 牡 |      | ◯    |      |                                                        |        |
| 21  | 1884年        | フランスの旗                     | Little Duck        | 牡 |      | ◯    |      |                                                        |        |
| 22  | 1885年        | イギリスの旗                     | Paradox            | 牡 |      |      |      |                                                        |        |
| 23  | 1886年        | イギリスの旗                     | Minting            | 牡 |      |      |      |                                                        |        |
| 24  | 1887年        | フランスの旗                     | Tenebreuse         | 牝 |      |      |      | フランス1000ギニーも優勝                               |        |
| 25  | 1888年        | フランスの旗                     | Stuart             | 牡 |      | ◯    |      |                                                        |        |
| 26  | 1889年        | フランスの旗                     | Vasistas           | 牡 |      |      |      |                                                        |        |
| 27  | 1890年        | フランスの旗                     | Fitz Roya          | 牡 |      |      |      |                                                        |        |
| 28  | 1891年        | フランスの旗                     | Clamart            | 牡 |      |      |      |                                                        |        |
| 29  | 1892年        | フランスの旗                     | Rueil              | 牡 |      |      |      |                                                        |        |
| 30  | 1893年        | フランスの旗                     | Ragotsky           | 牡 |      | ◯    |      |                                                        |        |
| 31  | 1894年        | フランスの旗                     | Dolma Baghtche     | 牡 |      |      |      |                                                        |        |
| 32  | 1895年        | フランスの旗                     | Andree             | 牝 |      |      |      |                                                        |        |
| 33  | 1896年        | フランスの旗                     | Arreau             | 牡 | ◯    |      |      |                                                        |        |
| 34  | 1897年        | フランスの旗                     | Doge               | 牡 |      |      |      |                                                        |        |
| 35  | 1898年        | フランスの旗                     | Le Roi Soleil      | 牡 |      |      |      |                                                        |        |
| 36  | 1899年        | フランスの旗                     | Perth              | 牡 | ◯    | ◯    |      |                                                        |        |
| 37  | 1900年        | フランスの旗                     | Semendria          | 牝 |      |      |      | フランスオークス優勝馬                                 |        |
| 38  | 1901年        | フランスの旗                     | Cheri              | 牡 | ◯    |      |      |                                                        |        |
| 39  | 1902年        | フランスの旗                     | Kizil Kourgan      | 牝 |      |      |      | フランスオークスも優勝                                 |        |
| 40  | 1903年        | フランスの旗                     | Quo Vadis          | 牡 |      |      |      |                                                        |        |
| 41  | 1904年        | フランスの旗                     | Ajax               | 牡 | ◯    | ◯    |      |                                                        |        |
| 42  | 1905年        | フランスの旗                     | Finasseur          | 牡 |      | ◯    |      |                                                        |        |
| 43  | 1906年        | イギリスの旗                     | Spearmint          | 牡 |      |      | ◯    |                                                        |        |
| 44  | 1907年        | フランスの旗                     | San Souci          | 牡 |      |      |      |                                                        |        |
| 45  | 1908年        | フランスの旗                     | Northeast          | 牡 |      |      |      |                                                        |        |
| 46  | 1909年        | フランスの旗                     | Verdun             | 牡 | ◯    |      |      |                                                        |        |
| 47  | 1910年        | フランスの旗                     | Nuage              | 牡 |      |      |      |                                                        |        |
| 48  | 1911年        | フランスの旗                     | As d'Atout         | 牡 |      |      |      |                                                        |        |
| 49  | 1912年        | フランスの旗                     | Houli              | 牡 |      |      |      |                                                        |        |
| 50  | 1913年        | フランスの旗                     | Bruleur            | 牡 |      |      |      |                                                        |        |
| 51  | 1914年        | フランスの旗                     | Sardanapale        | 牡 |      | ◯    |      |                                                        |        |
| 52  | 1917年        | フランスの旗                     | Brumelli           | 牝 |      |      |      |                                                        |        |
| 53  | 1918年        | フランスの旗                     | Montmartin         | 牡 |      |      |      |                                                        |        |
| 54  | 1919年        | イギリスの旗                     | Galloper Light     | 牡 |      |      |      |                                                        |        |
| 55  | 1920年        | イギリスの旗                     | Comrade            | 牡 |      |      |      |                                                        |        |
| 56  | 1921年        | イギリスの旗                     | Lemonora           | 牡 |      |      |      |                                                        |        |
| 57  | 1922年        | フランスの旗                     | Kefalin            | 牡 |      |      |      |                                                        |        |
| 58  | 1923年        | フランスの旗                     | Filibert de Savoie | 牡 |      |      |      |                                                        |        |
| 59  | 1924年        | フランスの旗                     | Transvaal          | 牡 |      |      |      |                                                        |        |
| 60  | 1925年        | フランスの旗                     | Reine Lumiere      | 牡 |      |      |      |                                                        |        |
| 61  | 1926年        | フランスの旗                     | Take My Tip        | 牡 |      |      |      |                                                        |        |
| 62  | 1927年        | フランスの旗                     | Fiterari           | 牡 | ◯    |      |      |                                                        |        |
| 63  | 1928年        | フランスの旗                     | Cri de Guerre      | 牡 |      |      |      |                                                        |        |
| 64  | 1929年        | フランスの旗                     | Hotweed            | 牡 |      | ◯    |      |                                                        |        |
| 65  | 1930年        | フランスの旗                     | Commanderie        | 牝 |      |      |      | フランスオークス優勝                                   |        |
| 66  | 1931年        | フランスの旗                     | Barneveldt         | 牡 |      |      |      |                                                        |        |
| 67  | 1932年        | フランスの旗                     | Strip the Willow   | 牡 |      | ◯    |      |                                                        |        |
| 68  | 1933年        | フランスの旗                     | Cappiello          | 牡 |      |      |      |                                                        |        |
| 69  | 1934年        | フランスの旗                     | Admiral Drake      | 牡 |      |      |      |                                                        |        |
| 70  | 1935年        | フランスの旗                     | Crudite            | 牝 |      |      |      |                                                        |        |
| 71  | 1936年        | フランスの旗                     | Mieuxce            | 牡 |      | ◯    |      |                                                        |        |
| 72  | 1937年        | フランスの旗                     | Clairvoyant        | 牡 |      | ◯    |      |                                                        |        |
| 73  | 1938年        | イタリア王国の旗                 | Nearco             | 牡 |      |      |      |                                                        |        |
| 74  | 1939年        | フランスの旗                     | Pharis             | 牡 |      |      |      |                                                        |        |
| 75  | 1940年        | フランスの旗                     | Maurepas           | 牡 |      |      |      |                                                        |        |
| 76  | 1941年        | フランスの旗                     | Le Pacha           | 牡 |      | ◯    |      |                                                        |        |
| 77  | 1942年        | フランスの旗                     | Magister           | 牡 |      | ◯    |      |                                                        |        |
| 78  | 1943年        | フランスの旗                     | Pensbury           | 牡 |      |      |      | 二次世界大戦のためトレンブレー競馬場で開催             |        |
| 79  | 1944年        | フランスの旗                     | Deux Pour Cent     | 牡 |      |      |      | 二次世界大戦のためトレンブレー競馬場で開催             |        |
| 80  | 1945年        | フランスの旗                     | Caracalla          | 牡 |      |      |      |                                                        |        |
| 81  | 1946年        | フランスの旗                     | Souverain          | 牡 |      |      |      |                                                        |        |
| 82  | 1947年        | フランスの旗                     | Avenger            | 牡 |      |      |      |                                                        |        |
| 83  | 1948年        | フランスの旗                     | My Love            | 牡 |      |      | ◯    |                                                        |        |
| 84  | 1949年        | フランスの旗                     | Bagheera           | 牝 |      |      |      | フランスオークス優勝馬                                 |        |
| 85  | 1950年        | フランスの旗                     | Vieux Manoir       | 牡 |      |      |      |                                                        |        |
| 86  | 1951年        | フランスの旗                     | Sicambre           | 牡 |      | ◯    |      |                                                        |        |
| 87  | 1952年        | フランスの旗                     | Orfeo              | 牡 |      |      |      |                                                        |        |
| 88  | 1953年        | フランスの旗                     | Northern Light     | 牡 |      |      |      |                                                        |        |
| 89  | 1954年        | フランスの旗                     | Popof              | 牡 |      |      |      |                                                        |        |
| 90  | 1955年        | フランスの旗                     | Phil Drake         | 牡 |      |      | ◯    |                                                        |        |
| 91  | 1956年        | フランスの旗                     | Vattel             | 牡 |      |      |      |                                                        |        |
| 92  | 1957年        | フランスの旗                     | Altipan            | 牡 |      |      |      |                                                        |        |
| 93  | 1958年        | フランスの旗                     | San Roman          | 牡 |      |      |      |                                                        |        |
| 94  | 1959年        | フランスの旗                     | Birum              | 牡 |      |      |      |                                                        |        |
| 95  | 1960年        | アイルランドの旗                 | Charlottesville    | 牡 |      | ◯    |      |                                                        |        |
| 96  | 1961年        | フランスの旗                     | Balto              | 牡 |      |      |      |                                                        |        |
| 97  | 1962年        | フランスの旗                     | Armistice          | 牡 |      |      |      |                                                        |        |
| 98  | 1963年        | フランスの旗                     | Sanctus            | 牡 |      | ◯    |      |                                                        |        |
| 99  | 1964年        | フランスの旗                     | White Label        | 牡 |      |      |      |                                                        |        |
| 100 | 1965年        | フランスの旗                     | Reliance           | 牡 |      | ◯    |      |                                                        |        |
| 101 | 1966年        | フランスの旗                     | *Danseur           | 牡 |      |      |      |                                                        |        |
| 102 | 1967年        | アイルランドの旗                 | Phaeton            | 牡 |      |      |      |                                                        |        |
| 103 | 1968年        | フランスの旗                     | Dhaudevi           | 牡 |      |      |      |                                                        |        |
| 104 | 1969年        | フランスの旗                     | Chaparral          | 牡 |      |      |      |                                                        |        |
| 105 | 1970年        | アイルランドの旗                 | Roll of Honour     | 牡 |      |      |      |                                                        |        |
| 106 | 1971年        | フランスの旗                     | Rheffic            | 牡 |      | ◯    |      |                                                        |        |
| 107 | 1972年        | イギリスの旗                     | *Pleben            | 牡 |      |      |      |                                                        |        |
| 108 | 1973年        | フランスの旗                     | Tennyson           | 牡 |      |      |      |                                                        |        |
| 109 | 1974年        | アイルランドの旗                 | Sagaro             | 牡 |      |      |      |                                                        |        |
| 110 | 1975年        | アイルランドの旗                 | Matahawk           | 牡 |      |      |      |                                                        |        |
| 111 | 1976年        | アメリカ合衆国の旗               | Exceller           | 牡 |      |      |      |                                                        |        |
| 112 | 1977年        | アイルランドの旗                 | Funny Hobby        | 牡 |      |      |      |                                                        |        |
| 113 | 1978年        | アイルランドの旗                 | Galiani            | 牡 |      |      |      |                                                        |        |
| 114 | 1979年        | フランスの旗                     | Soleil Noir        | 牡 |      |      |      |                                                        |        |
| 115 | 1980年        | フランスの旗                     | Valiant Heart      | 牡 |      |      |      |                                                        |        |
| 116 | 1981年        | イギリスの旗                     | Glint of Gold      | 牡 |      |      |      |                                                        |        |
| 117 | 1982年        | フランスの旗                     | Le Nain Jaune      | 牡 |      |      |      |                                                        |        |
| 118 | 1983年        | アイルランドの旗                 | *Yawa              | 牡 |      |      |      |                                                        |        |
| 119 | 1984年        | アメリカ合衆国の旗               | At Talaq           | 牡 |      |      |      |                                                        |        |
| 120 | 1985年        | アイルランドの旗                 | Sumayr             | 牡 |      |      |      |                                                        |        |
| 121 | 1986年        | フランスの旗                     | Swink              | 牡 |      |      |      |                                                        |        |
| 122 | 1987年        | フランスの旗                     | Risk Me            | 牡 |      |      |      |                                                        |        |
| 123 | 1988年        | フランスの旗                     | Fijar Tango        | 牡 |      |      |      |                                                        |        |
| 124 | 1989年        | アメリカ合衆国の旗               | *Dancehall         | 牡 |      |      |      |                                                        |        |
| 125 | 1990年        | アイルランドの旗                 | Saumarez           | 牡 |      |      |      |                                                        |        |
| 126 | 1991年        | フランスの旗                     | Subotica           | 牡 |      |      |      |                                                        |        |
| 127 | 1992年        | アイルランドの旗                 | Homme de Loi       | 牡 |      |      |      |                                                        |        |
| 128 | 1993年        | アメリカ合衆国の旗               | Fort Wood          | 牡 |      |      |      |                                                        |        |
| 129 | 1994年        | イギリスの旗                     | Millkom            | 牡 |      |      |      |                                                        |        |
| 130 | 1995年        | アイルランドの旗                 | Valanour           | 牡 |      |      |      |                                                        |        |
| 131 | 1996年6月23日 | イギリスの旗                     | Grape Tree Road    | 牡 |      |      |      |                                                        |        |
| 132 | 1997年6月22日 | フランスの旗                     | *Peintre Celebre   | 牡 |      | ◯    |      |                                                        |        |
| 133 | 1998年6月21日 | フランスの旗                     | Limpid             | 牡 |      |      |      |                                                        |        |
| 134 | 1999年6月27日 | フランスの旗                     | Slickly            | 牡 |      |      |      |                                                        |        |
| 135 | 2000年6月25日 | イギリスの旗                     | Beat Hollow        | 牡 |      |      |      |                                                        |        |
| 136 | 2001年6月26日 | フランスの旗                     | *Chichicastenango  | 牡 |      |      |      |                                                        |        |
| 137 | 2002年6月23日 | アイルランドの旗                 | Khalkevi           | 牡 |      |      |      |                                                        |        |
| 138 | 2003年6月22日 | アイルランドの旗                 | Vespone            | 牡 |      |      |      |                                                        |        |
| 139 | 2004年6月27日 | フランスの旗                     | *Bago              | 牡 |      |      |      |                                                        |        |
| 140 | 2005年7月14日 | アイルランドの旗                 | Scorpion           | 牡 |      |      |      |                                                        |        |
| 141 | 2006年7月14日 | イギリスの旗                     | Rail Link          | 牡 |      |      |      |                                                        |        |
| 142 | 2007年7月14日 | イギリスの旗                     | Zambezi Sun        | 牡 |      |      |      |                                                        |        |
| 143 | 2008年7月14日 | フランスの旗                     | Montmartre         | 牡 |      |      |      |                                                        |        |
| 144 | 2009年7月14日 | イギリスの旗                     | Cavalryman         | 牡 |      |      |      |                                                        |        |
| 145 | 2010年7月14日 | フランスの旗                     | *Behkabad          | 牡 |      |      |      |                                                        |        |
| 146 | 2011年7月14日 | フランスの旗                     | Meandre            | 牡 |      |      |      |                                                        |        |
| 147 | 2012年7月14日 | アイルランドの旗                 | Imperial Monarch   | 牡 |      |      |      |                                                        |        |
| 148 | 2013年7月13日 | フランスの旗                     | Flintshire         | 牡 |      |      |      |                                                        |        |
| 149 | 2014年7月13日 | フランスの旗                     | Gallante           | 牡 |      |      |      |                                                        | [ 74 ] |
| 150 | 2015年7月14日 | フランスの旗                     | Erupt              | 牡 |      |      |      |                                                        | [ 75 ] |
| 151 | 2016年7月14日 | フランスの旗                     | Mont Ormel         | 牡 |      |      |      |                                                        | [ 76 ] |
| 152 | 2017年7月14日 | フランスの旗                     | Shakeel            | 牡 |      |      |      |                                                        | [ 77 ] |
| 153 | 2018年7月14日 | アイルランドの旗                 | Kew Gardens        | 牡 |      |      |      |                                                        | [ 78 ] |
| 154 | 2019年7月14日 | アイルランドの旗                 | Japan              | 牡 |      |      |      |                                                        | [ 79 ] |
| 155 | 2020年9月13日 | アイルランドの旗                 | Mogul              | 牡 |      |      |      |                                                        |        |
| 156 | 2021年7月14日 | イギリスの旗                     | Hurricane Lane     | 牡 |      |      |      |                                                        |        |
| 157 | 2022年7月14日 | フランスの旗                     | Onesto             | 牡 |      |      |      |                                                        |        |
| 158 | 2023年7月14日 | フランスの旗                     | Feed The Flame     | 牡 |      |      |      |                                                        |        |
| 159 | 2024年7月13日 | フランスの旗                     | Sosie              | 牡 |      |      |      |                                                        | [ 80 ] |
| 160 | 2025年7月13日 | フランスの旗                     | Leffard            | 牡 |      |      |      |                                                        | [ 81 ] |